# Секс и сексуальное поведение в фантастике
Сексуальные темы часто используются в научной фантастике или смежных жанрах. Такие элементы могут включать в себя изображения реалистичных сексуальных взаимодействий в научно-фантастической обстановке, главного героя с альтернативной сексуальностью, сексуальную встречу между человеком и вымышленным инопланетянином или исследование разновидностей сексуального поведения, которые отличаются от общепринятых.
Научная фантастика и фэнтези обычно более сдержанны, чем внежанровые повествовательные формы, в своих описаниях сексуальности и гендера. Однако научная фантастика (как «твёрдая» так и «мягкая») также дают свободу воображать инопланетные или галактические общества, отличные от реальных культур, что делает её инструментом для изучения сексуальных предубеждений, гетеронормативности и сексизма и позволяет читателю пересмотреть свои культурные предвзятости.
До 1960-х годов откровенная сексуальность любого рода не была характерна для жанровой научной фантастики (НФ) из-за относительно большого числа несовершеннолетних в целевой аудитории. В 1960-х годах НФ и фэнтези начали отражать изменения, вызванные движением за гражданские права и появлением контркультуры. Авторы научной фантастики «Новой волны» и феминистки представляли себе культуры, в которых разнообразие гендерных ролей и нетипичные сексуальные отношения являются нормой, а изображения половых актов и альтернативных сексуальностей стали обычным явлением.
Существует также так называемая «научно-фантастическая эротика», которая исследует более откровенную сексуальность и подачу тем, направленных на возбуждение (например, персонаж комиксов Барбарелла, роман Джеймса Балларда «Авария», роман Филипа Хосе Фармера «Плоть»).

## Критический анализ
Как жанровая литература, НФ и фэнтези часто кажутся более ограниченными, чем внежанровая литература, из-за их условностей в описании характеристик и влияния, которое эти условности оказывают на изображение сексуальности и гендера. В НФ и произведениях ужасов секс часто ассоциируется с отвращением, поэтому сюжетов, основанных на сексуальных отношениях, в жанровых фэнтезийных повествованиях писатели, как правило, избегали. С другой стороны, НФ и фэнтези могут предложить больше свободы, чем внежанровая литература, в представлении альтернатив общепринятым представлениям о гетеросексуальности и мужском превосходстве, которые пронизывают некоторые культуры.
В НФ экстраполяция позволяет писателям сосредоточиться не на том, как обстоят (или обстояли) дела, как это делает внежанровая литература, а на том, как всё могло бы быть по-другому. Это придает НФ качество, которое литературный критик Дарко Сувин назвал «когнитивным отчуждением»: осознание того, что то, что мы читаем, — это не мир, каким мы его знаем, а мир, отличия которого заставляют нас пересмотреть наш собственный мир с точки зрения стороннего наблюдателя. Когда экстраполяция касается сексуальности или гендера, это может заставить читателя пересмотреть свои гетеронормативные культурные предположения; свобода воображать общества, отличные от реальных культур, делает НФ острым инструментом для изучения сексуальных предубеждений. В НФ такие отчуждающие черты включают технологии, которые значительно изменяют пол или размножение. В фэнтези к таким чертам относятся персонажи (например, мифологические божества и героические архетипы), которые не ограничены предвзятыми представлениями о человеческой сексуальности и гендере, что позволяет переосмысливать их. В НФ также описывалось множество инопланетных способов размножения и секса.
Например, «Миры Урана» Эрика Гарбера и Лина Палео некоторыми критиками называется «авторитетным руководством по НФ-литературе, посвящённой геям, лесбиянкам, трансгендерам и смежным темам». Эта книга обозревает НФ-литературу, опубликованную до 1990 года (2-е издание), с кратким обзором и комментариями к каждому произведению.

### Эксплуатируемые темы
Наиболее часто в фантастике эксплуатируются следующие темы, связанные с сексом и сексуальностью:
- Секс с инопланетянами (инопланетянками), механизмами и секс-роботами
- Репродуктивная технология[англ.], включая клонирование, искусственную утробу, партеногенез и генетическую инженерию
- Равенство полов
- Общества, в которых доминируют мужчины, в которых доминируют женщины, включая однополые миры[англ.]
- Полиамория
- Обмен гендерными ролями
- Гомосексуальность и бисексуальность
- Андрогиния и смена пола
- Секс в виртуальной реальности, а также другие достижения в области технологий для получения сексуального удовольствия, например, теледильдоника
- Асексуальность
- Мужская беременность[англ.]*[6]
- Сексуальные табу и мораль
- Секс в космосе
- Контроль рождаемости и другие, более радикальные меры по предотвращению перенаселения

## Научно-фантастическая литература

### Историческая научная фантастика

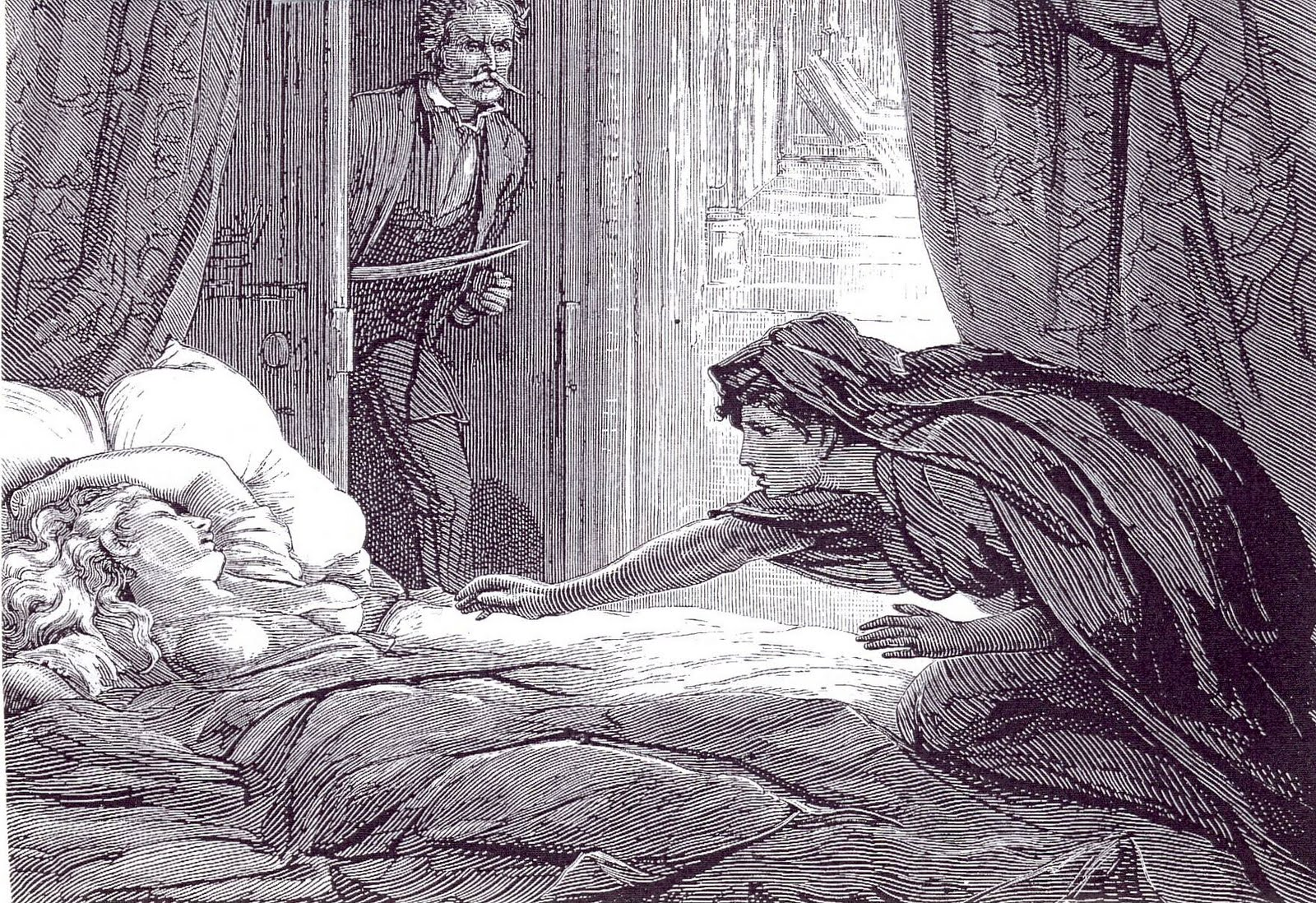
Иллюстрация Фристон, Дэвид Генри к первой публикации лесбийско-вампирской новеллы «Кармилла» в журнале The Dark Blue в 1872 году

«Правдивая история» Лукиана (ок. 125 — после 180) считается первым в истории НФ-рассказом. В нём рассказчика внезапно хватает буря и уносит на Луну, где обитает общество людей (только мужчины), находящихся в состоянии войны с Солнцем. После того как герой отличился в бою, король отдаёт ему в жёны своего сына. Местные жители, как выясняется, воспроизводят потомство (только сыновей), рожая их из бедра или выращивая ребёнка из растения, полученного путём посадки своего правого яичка в почву.
В других прото-фантастических произведениях секс сам по себе, любого типа, приравнивался к низменным желаниям или «скотству», как, например, в «Путешествиях Гулливера» (1726), где животные и откровенно сексуальные еху противопоставляются сдержанным и умным гуигнгнмам.
Из других ранних фантастических работ, в которых открыто демонстрируется сексуальность персонажей, можно выделить первую в истории литературы лесбийско-вампирскую новеллу «Кармилла» (1872) Шеридана Ле Фаню.
Феминистическая утопия «Женландия» (1915, впервые опубликована в 1979) Шарлотты Гилман рассказывает о трёх мужчинах, которые попали в место, где живут исключительно женщины, размножающиеся путём партеногенеза.

### 1920-е — 1930-е

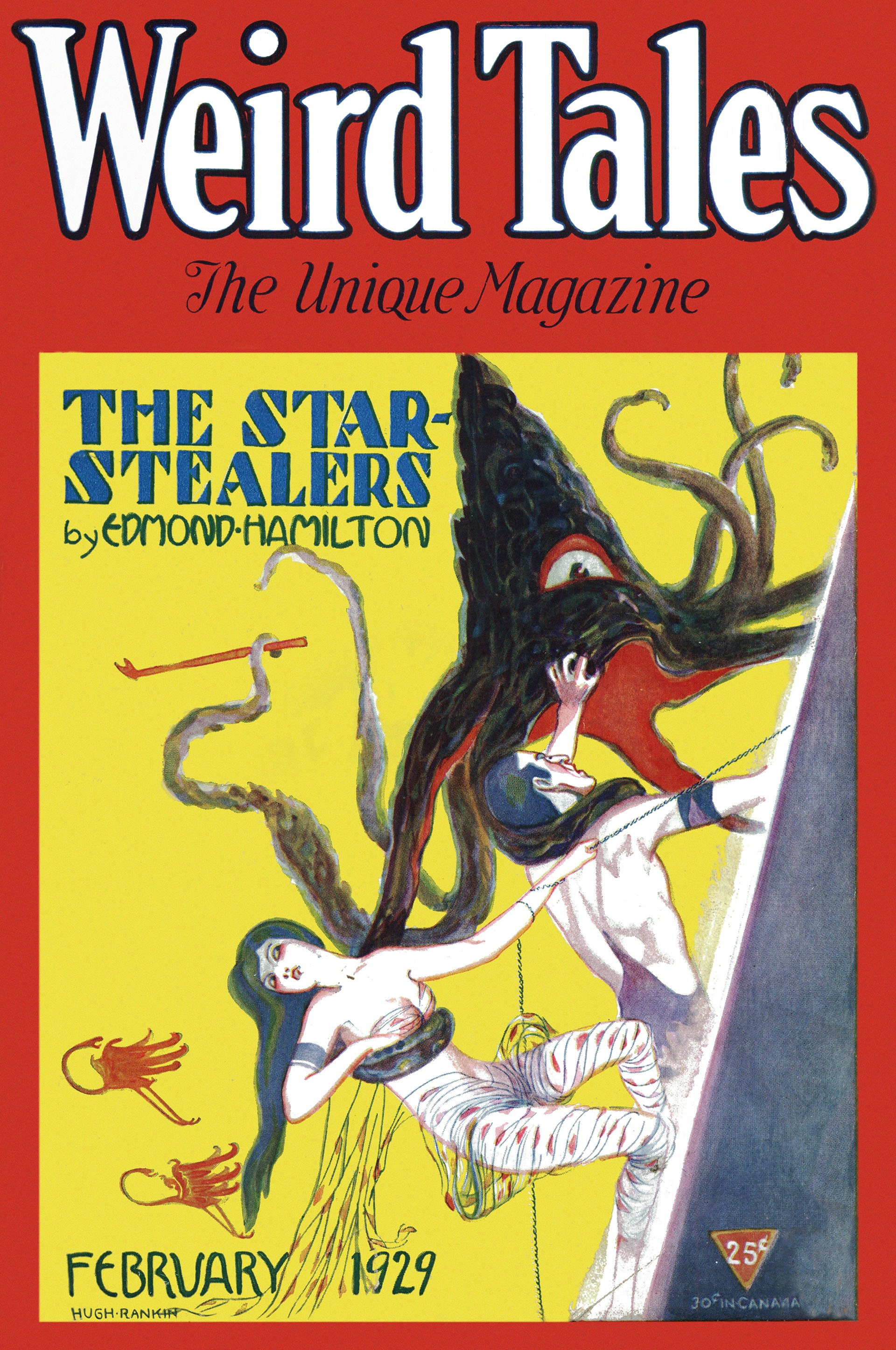
Обложка журнала Weird Tales за февраль 1929 года

В эпоху pulp откровенная сексуальность любого рода не была характерна для НФ и фэнтези. Редакторы чувствовали, что они должны защищать от этого свою основную аудиторию: мальчиков и юношей-подростков. Хотя на обложках некоторых таких журналов 1930-х годов бывали изображены полуодетые женщины, рядом с ними всегда присутствовало какое-нибудь чудовище, угрожающее ей, то есть эти обложки носили скорее зловещий чем сексуальный смысл.
Широко ныне известный рассказ Говарда Лавкрафта «Зов Ктулху», впервые опубликованный в журнале Weird Tales в 1928 году, положил начало циклу, переросшему в «Мифы Ктулху» — литературную вымышленную вселенную, дополненную другими писателями и значительно повлиявшую на всю область фэнтези. В своей книге «Секс и Мифы Ктулху» Бобби Дери сказал: «Г. Ф. Лавкрафт был одним из самых асексуальных существ в истории — по крайней мере, по его собственному признанию. Принимаем ли мы этот взгляд на его собственные сексуальные инстинкты или нет, нельзя отрицать, что сексуальность — нормальная и с отклонениями — лежит в основе ряда значимых рассказов в творчестве Лавкрафта. Оплодотворение человеческой женщины Йог-Сототом в «Ужасе Данвича» и спаривание людей со странными существами из моря в «Тени над Иннсмутом» — это только два таких примера … Работы таких известных писателей традиции Лавкрафта, как Роберт И. Говард, Кларк Эштон Смит, Рэмси Кэмпбелл, У. Х. Пагмайр и Кейтлин Р. Кирнан отличаются гораздо более откровенной сексуальностью, чем всё, что Лавкрафт мог себе представить.»
В антиутопичном романе Олдоса Хаксли «О дивный новый мир» (1932) естественное воспроизводство было отменено, и человеческие эмбрионы выращиваются искусственно в «инкубаториях и центрах кондиционирования». Поощряется «развлекательный секс», часто как групповое занятие; то, что считается религиозной церемонией, состоит из шести мужчин и шести женщин, которые встречаются раз в неделю, чтобы устроить «оргию порги». Чтобы подготовиться к этой жизни, маленьких мальчиков и девочек заставляют играть друг с другом в сексуальные игры в рамках официальной учебной программы в детских садах и начальных школах. С другой стороны, брак, беременность, естественные роды и родительские обязанности считаются слишком вульгарными темами, чтобы упоминаться в вежливой беседе. Важная часть сюжета касается резервации Сэвидж в Нью-Мексико, где браки, беременность и материнство всё ещё практикуются местными коренными американцами.
Одним из самых ранних примеров жанровой НФ, включающей в себя большое количество нетрадиционных сексуальных действий, является роман «Странный Джон» (1935) Олафа Стэплдона. Джон — мутант с экстраординарными умственными способностями, который не позволяет связать себя многими правилами, навязанными обычным британским обществом его времени. В книге явно подразумевается, что он вступает в половую связь со своей матерью по обоюдному согласию, затем соблазняет мальчика немного старше себя. В конце книги Джон приходит к выводу, что любое сексуальное взаимодействие с «нормальными» людьми — сродни скотоложству.
«Война с саламандрами» — сатирический роман-антиутопия Карела Чапека, написанный в 1936 году. Сюжет — в Тихом океане обнаружена морская разумная жизнь, тритоны, их люди поработили и эксплуатировали, но позже эти существа восстали и пошли войной на людей. Книга включает подробное приложение, озаглавленное «Сексуальная жизнь тритонов», в котором сексуальность и репродуктивные процессы тритонов рассматриваются в академическом ключе. Это одна из первых попыток порассуждать о том, какую форму может иметь секс среди негуманоидных разумных существ.

### 1940-е — 1970-е
По мере того как в 1950-х годах аудитория читателей научной фантастики и фэнтези начала взрослеть, писатели смогли привнести в свои произведения более откровенную сексуальность.
«Мерзейшая мощь» (1945) — научно-фантастический роман английского писателя Клайва Стейплза Льюиса. Интересен тем, что видное место среди персонажей-злодеев отводится лесбиянке-чудовищу — мисс Хардкасл, начальнице службы безопасности сатанинского «Института», который в буквальном смысле намеревается захватить власть над миром. Она представлена как закоренелая садистка, которой доставляет удовольствие мучить «пушистых» девушек и наносить им ожоги зажжённой сигаретой.
Уильям Тенн в 1949 году опубликовал свой рассказ «Венера и семь полов». В ней описывается венерианская раса, которой для размножения необходимы семь полов — этот сатирический рассказ, возможно, является первым случаем, когда автор размышляет о существах, имеющих более двух полов, — идея, позже подхваченная многими другими.
«Любовники» (1952) Филипа Хосе Фармера — возможно, первый НФ-рассказ, в котором секс является главной темой; затем последовали его «Странные отношения» (Strange Relations, 1960) — сборник из пяти рассказов о сексуальных отношениях человека и инопланетянки. В его романе «Плоть» (1960) гипермаскулинный мужчина с рогами ритуально оплодотворяет легионы девственниц, чтобы противостоять снижению мужской фертильности.
Теодор Старджон написал много рассказов, в которых подчёркивалась важность любви независимо от существующих социальных норм, например, «Мир окончательно потерян» (1953), рассказывающий о гомосексуальности инопланетян; роман «Венера плюс Икс» (1960), в котором современник просыпается в футуристическом месте, где все люди — гермафродиты.
Рассказ Роберта Хайнлайна «Все вы зомби» (1959) повествует о молодом человеке (позже выяснилось, что он был интерсекс-человеком), который вернулся назад во времени и обманом оплодотворил свою младшую женскую версию себя (прежде чем он совершил операцию по смене пола). Таким образом, он становится ребёнком от этого союза, являясь собственными матерью и отцом.
Перед изданием хайнлайновских «Кукловодов» (1951) издатель подверг роман цензуре, чтобы удалить различные упоминания о сексе. Автору пришлось переписать начальную сцену, в которой главного героя срочно вызывают в штаб ранним утром: он убрал все упоминания о том, что тот был в постели с девушкой, которую накануне случайно подцепил. Издатель позволил автору оставить достаточно важный нюанс, что инопланетные захватчики заставляют людей, чьи тела они занимают, терять сексуальное влечение; однако удалил «продолжение», в котором говорилось, что через некоторое время на Земле они «открыли для себя секс» и начали устраивать между собой дикие оргии и даже транслировать их по телевидению в районах, находящихся под их контролем. Уже после смерти Хайнлайна, в 1990 году, в связи с изменением нравов, был опубликован полный, неотредактированный текст «Кукловодов».
Ещё одно произведение Хайнлайна — «Достаточно времени для любви» (1973). В нём главный герой Лазарус Лонг — человек, который никогда не стареет и имеет чрезвычайно долгую и насыщенную событиями жизнь — путешествует назад во времени, в период своего собственного детства, где влюбляется в свою мать, Морин (описано в заключительной части романа). В продолжении, «Уплыть за закат» (1987) говорится о том, что после того как Морин узнала истинную личность своего возлюбленного она была скорее удивлена, чем шокирована или рассержена.
Роман Пола Андерсона «Война крылатых людей» (War of the Wing-Men, 1958) рассказывает о необычных крылатых разумных существах, и половые различия занимают центральное место в сюжете. Из двух взаимно враждебных обществ, описанных в книге, одно практикует моногамный брак, в то время как в другом каждую весну несколько дней проходят беспорядочные оргии — затем полное воздержание на год. Ирония заключается в том, что оба общества одинаково считают себя целомудренными, а другое — развратным: «Мы храним верность нашим партнерам, в то время как они трахаются со всеми без разбора — отвратительно!»; «Мы занимаемся сексом когда положено: одну недели в году, а они делают это круглый год — отвратительно!» Люди, которые высаживаются на эту планету, вмешиваются в многовековую войну, показывая членам обоих обществ, что они не так уж сильно отличаются друг от друга.
В другом рассказе Андерсона того периода, «Девственная планета» (Virgin Planet, 1959), прямолинейно рассматривается гомосексуальность и полиамория в исключительно женском мире. Поворот сюжета заключается в том, что главный герой — единственный мужчина в этом мире, и хотя довольно многие из женщин заинтересованы в сексе с ним, он так никогда и не случается за всё время его пребывания на планете.
Зеркальное отражение этому рассказу было представлено А. Бертрамом Чандлером в «Планете спартанцев» (Spartan Planet, 1969): здесь представлен исключительно мужской мир, в котором гомосексуализм по определению является нормальными (и единственными) сексуальными отношениями. Сюжет вращается вокруг взрывного социального переворота, возникающего в результате обнаружения этой планеты космическим кораблем из другой галактики, экипаж которого состоит как из мужчин, так и из женщин.
До конца 1960-х годов лишь немногие другие писатели-фантасты изображали альтернативную сексуальность или пересматривали гендерные роли, а также открыто исследовали сексуальные вопросы.

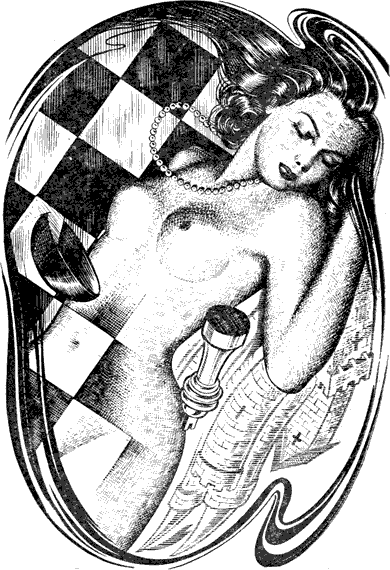
Иллюстрация к рассказу Джеймса Эдвина Ганна «Переломный момент», опубликованному в журнале Space Science Fiction[англ.] в марте 1953 года
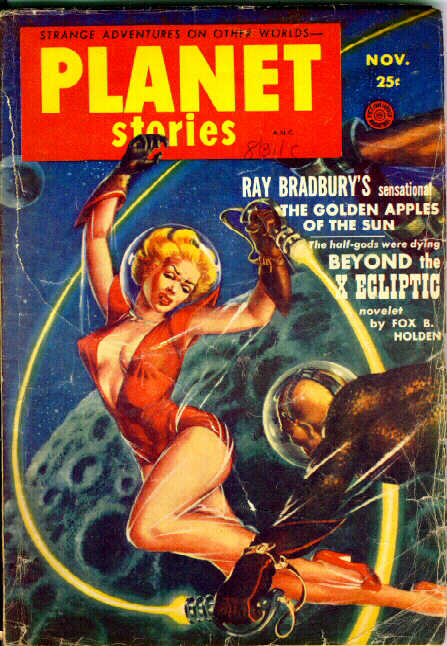
Обложка журнала Planet Stories за ноябрь 1953 года

## Сюжеты и темы

### 1960-е — 1970-е («Новая волна»)
В 1960-х годах НФ и фэнтези начали отражать изменения, вызванные движением за гражданские права и появлением контркультуры. Внутри жанров эти изменения были включены в движение под названием «Новая волна» — движение, более скептически относящееся к технологиям, более раскрепощённое в социальном плане и более заинтересованное в стилистических экспериментах. Писатели «Новой волны» больше проявляли интерес к «внутреннему пространству», а не к далёкому космосу. Они меньше стеснялись откровенной сексуальности и с большей симпатией относились к пересмотру гендерных ролей и социального статуса сексуальных меньшинств. Среди известных писателей-фантастов, которые часто писали на сексуальные темы, были Джоанна Расс, Томас Диш, Джон Варли, Джеймс Типтри-младший и Сэмюэл Делани. Под влиянием известных редакторов и авторов «Новой волны», таких как Майкл Муркок (в то время редактор крупного журнала «Новые миры») и Урсула Ле Гуин, изображения альтернативной сексуальности и гендера множились в НФ и фэнтези, становясь обычным явлением.
В романе Брайана Олдисса «Переводчик» (The Interpreter, 1960; в США издан под названием «Поклонись нулу», Bow Down to Nul) Земля — захолустная планета-колония в галактической империи нулов, гигантских трёхлапых инопланетян. Сюжет, посвящённый сложным отношениям между людьми и их правителями, затрагивает, среди прочего, секс нулов. В одной сцене главный герой-человек способен настроиться на эротическое (или порнографическое) сенсорное устройство нулов, созданное для внутреннего использования этой расой и не предназначенное для людей, которое воспроизводит испытываемый нулами экстаз, когда они осмеливаются раздвинуть свои мембранные руки и открыть друг другу тела — в чём-то похожий на сексуальное возбуждение человека, но в то же время очень отличающийся.
В романах Роберта Хайнлайна «Чужак в чужой стране» (1961) и «Луна — суровая хозяйка» (1966) гетеросексуальные групповые браки и публичная нагота изображаются как желательные социальные нормы, а в его «Достаточно времени для любви» (1973) главный герой решительно выступает за будущую свободу гомосексуальных отношений.
В книге Пола Андерсона «Победить на трёх мирах» (1964) описаны существа, похожие на кентавров, живущие на Юпитере, которые имеют три пола: женский, мужской и «полумужской». Чтобы забеременеть, женщина должна заниматься сексом как с мужчиной, так и с «полумужчиной» в течение короткого промежутка времени. В этом мире существуют стабильные, гармоничные семьи на троих, по сути, формализованная любовь втроём, где три партнёра находятся в равных отношениях друг с другом. Индивид в этом обществе испытывает сильную привязанность ко всем трём родителям — матери, отцу и «полуотцу» — все они в равной степени принимают участие в воспитании. И наоборот, среди жестоких захватчиков, которые угрожают уничтожить родину и культуру главного героя, мужчины полностью доминируют как над женщинами, так и над «полумужчинами»; последних либо убивают при рождении, либо сохраняют в рабстве для размножения, что главный герой расценивает как варварское отклонение.
В рассказе Сэмюэла Дилэни «Да, и Гоморра» (1967), удостоенном премии «Небьюла», рассказывается о кастрированных людях-астронавтах, и о людях, которые становятся сексуально ориентированными по отношению к ним. В романе «Далгрен» 1975 года Дилэни изображает персонажей самой разнообразной сексуальной ориентации. Секс не находится в центре внимания повествования, но в нём содержатся первые подробно расписанные сцены однополого секса в НФ. Автор неоднократно сталкивался с сопротивлением со стороны издателей из-за своего подхода к этим темам.
В 1968 году «Полёт дракона» Энн Маккэффри начал серию «Всадники Перна», рассказывающую о жизни людей, живущих в тесном партнёрстве с драконами. В ключевой сцене молодая Королева Золотых Драконов отправляется в брачный полет, преследуемая драконами–самцами — пока, наконец, самый быстрый из них не настигает её, и они страстно спариваются высоко в небе, обвивая друг друга шеями и крыльями. На земле женщина и мужчина, всадники этих драконов, телепатически делятся своей страстью — и также неистово обнимаются и целуются, приступая к сексу, параллельно со своими драконами.
Урсула Ле Гуин исследует радикально альтернативные формы сексуальности в «Левой руке Тьмы» (1969) и снова во «Взрослении в Кархайде» (1995), которые рассказывают об инопланетной «человеческой» расе, в этом мире индивиды не являются ни «мужчинами», ни «женщинами», но проходят ежемесячный сексуальный цикл, в котором они случайным образом испытывают активацию либо мужских, либо женских половых органов и репродуктивных способностей. Это делает их в некотором смысле бисексуальными, а в других смыслах андрогинными или гермафродитными.
Позднее Ле Гуин изложила соображения о своём романе в эссе: «Необходим ли гендер?» (1976) и «Необходим ли гендер? Сокращение» (1986), которые ответили на феминистскую и иную критику «Левой руки Тьмы». В этих эссе она ясно даёт понять, что предположение романа о том, что гетенианцы автоматически найдут себе пару противоположного пола, породило непреднамеренную гетеронормативность. Впоследствии Ле Гуин написала много рассказов, в которых исследуются возможности, которые НФ допускает для нетрадиционной сексуальности, такие как сексуальная связь между клонами в «Девяти жизнях» (1969) и четырехсторонние браки в «Законах гор» (1996).
Сложный сюжет фэнтезийного романа Роджера Желязны «Ружья Авалона» (1970) включает в себя встречу главного героя Корвина с Дарой и их занятие любовью (девушка кажется обычной и даже весьма привлекательной). Но в конце книги, когда она проходит по мощному магическому «Узору», она меняется, её волосы «потрескивают от статического электричества», а затем у неё вырастают рога и копыта, потом она становится огромной кошкой, затем «ярким крылатым существом неописуемой красоты», за которым следует «башня из пепла». Наконец, она снова становится узнаваемой Дарой, но «высокой и величественной, одновременно красивой и в чём-то ужасной, её руки подняты в ликовании, а с губ срывается нечеловеческий смех». Потрясённый, Корвин задаётся вопросом: «Действительно ли я обнимал, ласкал, занимался любовью с этим?» В то время как главный герой борется с чувством сильного отвращения и одновременно влечения, как никогда прежде, изменившаяся Дара объявляет себя его смертным врагом и Немезидой — и исчезает. У издателей не было проблем с этой финальной сценой и её неоднозначными сексуальными подтекстами, но они возражали против более ранней сексуальной сцены — простой, но откровенной по американским издательским стандартам 1970-х годов — между Корвином и, казалось бы, нормальной Дарой. Желязны был удивлён, когда редактор попросил его удалить этот эпизод, «чтобы не поставить под угрозу продажи в библиотеки». Эта сцена была вырезана из книги и никогда не появлялась в её изданиях, даже позднее, когда нравы стали более гибкими; впервые читатели увидели её в «Сборнике рассказов Роджера Желязны, том 3: Эта смертельная гора» (2009).
В своем романе 1972 года «Сами боги» Айзек Азимов описывает инопланетную расу с тремя полами, каждый из которых необходим для размножения. Представители первого пола производят определённую форму спермы, представители второго обеспечивают энергию, необходимую для размножения, а третий пол вынашивает и растит потомство. В этой же книге описаны опасности и проблемы секса в условиях низкой гравитации.
В сатирическом рассказе Пола Андерсона «Пир для богов» (A Feast for the Gods, 1971) древнегреческий бог Гермес посещает современную Америку и занимается случайным сексом с американкой, которая говорит ему, что «принимает таблетки» и не относится всерьёз к словам Гермеса о том, что «объятия бога всегда плодородны». В итоге она беременеет и рожает полубога.
Авторы феминистской НФ представляли себе культуры, в которых гомо- и бисексуальность, а также разнообразие гендерных моделей являются нормой. Отмеченный наградами рассказ Джоанны Расс «Когда всё изменилось» (1972) изображает общество лесбиянок, состоящее только из женщин, которое процветает без мужчин; также широкое признание получил её роман «Женщина-мужчина» (1975). Вообще, Расс в значительной степени ответственна за внедрение радикального лесбийского феминизма в НФ.
Писательница-бисексуалка Элис Брэдли Шелдон (Джеймс Типтри-младший) исследовала «сексуальный импульс» в качестве главной темы своих фантастических произведений. Некоторые рассказы Типтри изображают людей, становящихся сексуально одержимыми инопланетянами, например такой как «И я проснулся и обнаружил себя здесь, на склоне Холодного холма» (1972); есть у неё рассказы об инопланетянках, подвергающихся сексуальному насилию. «Девушка, которую подключили» (1973) — ранний предшественник киберпанка, который изображает сексуальные отношения через кибернетически управляемое тело. В своей отмеченной наградами повести «Хьюстон, Хьюстон, ты читаешь?» (1976) Типтри представляет общество, в котором живут только женщины, после вымирания мужчин из-за болезней.
В длящейся веками бессмысленной космической войне, описанной в книге Джо Холдемана «Бесконечная война», растущее чувство отчуждения главного героя проявляется, среди прочего, когда его назначают командиром «ударной группы», солдаты которой исключительно гомосексуальны, и которые возмущаются, когда ими начинает командовать гетеросексуал. Позже выясняется, что, пока он сражался в космосе, человечество начало клонировать себя, в результате чего появился новый коллективный вид, называющий себя просто Человек. К счастью для главного героя, также были основаны несколько колоний гетеросексуальных людей старого образца, просто на случай, если эволюционное изменение окажется ошибкой. В одной из этих колоний главный герой счастливо воссоединяется со своей давно потерянной возлюбленной, и они вступают в моногамный брак и заводят детей путем полового размножения и женской беременности — невероятно архаичный и старомодный образ жизни для большей части человечества того времени.
Серия романов Элизабет Линн «Хроники Торнора» (1979—1980), первый из которых получил Всемирную премию фэнтези, были одними из первых фантастических романов, в которых гомосексуальные отношения рассматривались как ничем не примечательная часть культурного фона.
Джон Варли, который также получил известность в 1970-х годах, — ещё один писатель-фантаст, подробно рассматривавший сексуальные темы в своих произведениях. В его сборнике рассказов и новелл «Восемь миров» человечество обрело способность менять пол быстро, легко и полностью обратимо, что приводит к непринужденному отношению к людям, меняющим свой пол туда и обратно по внезапной прихоти. Варли рассказывает, что гомофобия изначально препятствует внедрению этой технологии, поскольку она приводит к радикальным изменениям в отношениях, а бисексуальность становится модой по умолчанию для общества.
Женские персонажи в НФ-фильмах, например таких как «Барбарелла» (1968), по-прежнему часто изображались как простые «сексуальные киски».

### Современная научная фантастика (После «Новой волны»)
После раздвигания границ в 1960-х и 1970-х годах секс в НФ получил более широкое признание и часто включался в обычные НФ-рассказы без особых комментариев.
В 1968 году Джек Вэнс издал «Планету приключений», населённую четырьмя различными инопланетными расами, каждая со своим собственным обществом и культурой. Одна из них описывается как обладающая очень сложной сексуальностью, со множеством разных полов, что приводит к множеству различных комбинаций гендерной совместимости.
В серии романов Well World (1977—2000) Джека Чалкера описываются весьма сложные фантастические сексуальные отношения. Например, человек, попадающий в один из миров, населенный насекомообразной разумной расой, превращается в самку этого вида, испытывает сексуальное влечение к самцу и спаривается с ним. Слишком поздно она обнаруживает, что у этого вида беременность смертельна — мать пожирается изнутри собственными личинками.
В той же серии другой герой использует компьютер, чтобы создать себе «супер-тело», способное к практически неограниченному количеству эрекций и семяизвержений, а затем начинает превращать своих врагов-мужчин в красивых женщин и вызывать у них сексуальное влечение к себе.
В книге Фредерика Пола «Джем» (Jem, 1979) люди, исследующие одноимённую планету, обнаруживают, что местные жители-самцы выделяют молоки, которые оказывают на людей сильное возбуждающее действие. Персонажи, которых совсем не тянуло друг к другу, во время брачного полёта аборигенов внезапно тоже предаются неконтролируемому сексу.
Рассказ Октавии Батлер «Кровное дитя» (1984) описывает сложные отношения между людьми-беженцами и насекомоподобными пришельцами, которые держат их в заповеднике, чтобы защитить, а также использовать в качестве хозяев для выведения потомства. «Кровное дитя», иногда называемое критиками «историей беременного мужчины», получило премии «Небьюла», «Хьюго» и «Локус». Другие работы Батлер исследуют такие сексуальные явления как метисация, изнасилование и гибридность.
В рассказе Роберта Сильверберга «Возвращение домой» (Homefaring, 1982) главный герой проникает в мозг разумного омара из далёкого будущего и знакомится со всеми аспектами его жизни, включая секс: «Он подошел к самке, точно зная, какая из них подходящая, и спел ей, и она ответила на его песню своей песней, и подняла для него свою третью пару ног, и позволила ему поместить свои гаметы рядом с её яйцеводами. В этом не было никакого видимого удовольствия, поскольку он помнил удовольствие от того времени, когда был человеком. И всё же это принесло ему тонкое, но безошибочно узнаваемое чувство удовлетворения, завершения биологического предназначения, в котором была своего рода оргазмическая завершённость, и оставило его спокойным и заякоренным в абсолютном мертвом центре собственной души».
Квентин и Элис, чрезвычайно застенчивые и неуверенные в себе главные герои романа Льва Гроссмана «Волшебники», проводят годы в качестве сокурсников в школе магии, не признаваясь друг другу в глубокой любви. Только превратившись в лис, они, наконец, пробивают границы своей сдержанности, так как обрели лисье обоняние: «Это был резкий, едкий, вонючий мускус, который, вероятно, для человека пах бы кошачьей мочой, но для лисы это было как наркотик. Он потянулся к источнику запаха, уткнулся своей сопящей мордочкой в её мех … Волчьи гормоны и инстинкты набирали силу, брали верх, управляя тем, что осталось от его рационального человеческого разума». Дальше описывается животный секс: «Он впился зубами в густую шерсть у неё на шее … дикие, тёмные лисьи глаза Алисы округлились от ужаса, а затем полузакрылись от удовольствия … она издавала негромкие тявкающие звуки каждый раз, когда он всё глубже проникал в неё».
Лоис Макмастер Буджолд исследует многие области сексуальности в произведениях своей «Саги о Форкосиганах», удостоенных множества наград (1986 — н. в.), действие которых разворачивается в вымышленной вселенной, на которую значительное влияние оказали доступность маточных репликаторов и успехи генной инженерии. Также в этих историях подробно рассматриваются такие явления как исключительно мужское общество, промискуитет, монашеское безбрачие, гермафродитизм и бисексуальность.
В романе «Гора единорога» (Unicorn Mountain, 1988), удостоенном Мифопоэтической премии, Майкл Бишоп делает центральным персонажем гея, больного СПИДом, который должен отреагировать на нашествие умирающих единорогов на их ранчо в Колорадо. Критики сказали, что в этом произведении «смерть гедонистической гей-культуры и кампания за безопасный секс, вызванные эпидемией СПИДа, исследуются как в буквальном, так и в переносном смысле».
Сексу отведена главная роль в романе Гарри Тертлдава «Мир различий» (1990), действие которого происходит на планете Минерва. Все животные Минервы (включая разумных) гексамерически радиально симметричны. Далее рассказывается, что самки рожают помёты, состоящие из одного самца и пяти самок, и самки всегда умирают после размножения из-за обильного кровотечения из мест прикрепления шести плодов, и это даёт прирост популяции на пять особей за поколение, если все самки доживают до подросткового возраста и размножаются.
В книге Фредерика Пола «Мир в конце времён» (1990) обычным способом получения новых людей является взятие образцов ДНК у двух или более «родителей» — независимо от того, мужского или женского пола. Затем ДНК объединяют в лаборатории, и родители приезжают, чтобы забрать ребенка девять месяцев спустя. Те немногие пары, которые предпочитают заниматься сексом «по старинке», считаются странными, но безвредными эксцентриками.
Действие «Сезона славы» (1993) Дэвида Брина разворачивается на планете Стратос, населённой гуманоидной расой, физиология которых устроена так, что они зачинают клонов зимой и обычных детей летом. Все клоны женского пола, потому что самцы не могут воспроизводить себя индивидуально. Кроме того, у мужчин и женщин противоположные сезоны сексуальной восприимчивости: женщины сексуально восприимчивы зимой, а мужчины — летом. (Известно, что этот необычный гетерогамный репродуктивный цикл является эволюционно выгодным для некоторых видов тлей). В этом романе достаточно подробно рассматриваются темы сепаратистского феминизма и биологического детерминизма.
Роман Элизабет Бир «Карнавал» (2006) пересматривает стереотипный однополый мир; в нём пара геев шпионов-послов пытаются ниспровергнуть лесбийскую цивилизацию Новой Амазонии, чьи матриархальные правительницы практически поработили своих мужчин.
Фэнтезийный мир книги Скотта Линча «Красные моря под красным небом» 2007 года предлагает новую вариацию на тему давно устоявшегося жанра пиратской литературы — в нём изображён пиратский корабль, который управляется на основе полного гендерного равенства. Его команда состоит примерно из равного числа мужчин и женщин, и члены экипажа могут свободно заниматься сексом (как гетеросексуальным так гомосексуальным) в свободное от службы время.
В сюжете «Тамирской триады» Линн Флевелинг присутствует значительный транссексуальный элемент. Главный герой, принц Тобин, — мальчик, однако позднее по магическим причинам, которые являются важной частью сюжета, он оказывается девушкой. Тобин приобретает полностью функционирующее женское тело и становится королевой Тамир.
В романе Лоуренса Уотт-Эванса «Камень не перевёрнут» (Stone Unturned, 2018) заметную часть сюжета занимают удивительные каменные скульптуры — мужчина и девушка в явно недвусмысленной позе. В конце выясняется, что это реально жившие принц и ученица ведьмы, которые были застигнуты врасплох и превращены в камень злым волшебником. Далее пара провела сорок окаменевших лет в смутном сознании, постоянно захваченная своим половым актом и ставшая ценным экспонатом в коллекции скульптур местного лорда, пока главный герой, волшебник Морваш, наконец не возвращает их к жизни, и они обнаруживают, что лежат обнажённые на полу в большом зале, окружённые другими людьми, которые также были только что воскрешены из окаменения.